# Saturn Award voor beste mannelijke bijrol
Dit is een lijst van winnaars van de Saturn Award in de categorie beste mannelijke bijrol:
| Jaar      | Acteur                | Film                                              |
| --------- | --------------------- | ------------------------------------------------- |
| 1974/1975 | Marty Feldman         | Young Frankenstein                                |
| 1976      | Jay Robinson          | Train Ride to Hollywood                           |
| 1977      | Alec Guinness         | Star Wars: Episode IV: A New Hope                 |
| 1978      | Burgess Meredith      | Magic                                             |
| 1979      | Arte Johnson          | Love at First Bite                                |
| 1980      | Scatman Crothers      | The Shining                                       |
| 1981      | Burgess Meredith      | Clash of the Titans                               |
| 1982      | Richard Lynch         | The Sword and the Sorcerer                        |
| 1983      | John Lithgow          | Twilight Zone: The Movie                          |
| 1984      | Tracey Walter         | Repo Man                                          |
| 1985      | Roddy McDowall        | Fright Night                                      |
| 1986      | Bill Paxton           | Aliens                                            |
| 1987      | Richard Dawson        | The Running Man                                   |
| 1988      | Robert Loggia         | Big                                               |
| 1989/1990 | Thomas F. Wilson      | Back to the Future Part II                        |
| 1991      | William Sadler        | Bill and Ted's Bogus Journey                      |
| 1992      | Robin Williams        | Aladdin                                           |
| 1993      | Lance Henriksen       | Hard Target                                       |
| 1994      | Gary Sinise           | Forrest Gump                                      |
| 1995      | Brad Pitt             | Twelve Monkeys                                    |
| 1996      | Brent Spiner          | Star Trek: First Contact                          |
| 1997      | Vincent D'Onofrio     | Men in Black                                      |
| 1998      | Ian McKellen          | Apt Pupil                                         |
| 1999      | Michael Clarke Duncan | The Green Mile                                    |
| 2000      | Willem Dafoe          | Shadow of the Vampire                             |
| 2001      | Ian McKellen          | The Lord of the Rings: The Fellowship of the Ring |
| 2002      | Andy Serkis           | The Lord of the Rings: The Two Towers             |
| 2003      | Sean Astin            | The Lord of the Rings: The Return of the King     |
| 2004      | David Carradine       | Kill Bill, Volume 2                               |
| 2005      | Mickey Rourke         | Sin City                                          |
| 2006      | Ben Affleck           | Hollywoodland                                     |
| 2007      | Javier Bardem         | No Country for Old Men                            |
| 2008      | Heath Ledger          | The Dark Knight                                   |
| 2009      | Stephen Lang          | Avatar                                            |
| 2010      | Andrew Garfield       | Never Let Me Go                                   |
| 2011      | Andy Serkis           | Rise of the Planet of the Apes                    |
| 2012      | Clark Gregg           | The Avengers                                      |
| 2013      | Ben Kingsley          | Iron Man 3                                        |
| 2014      | Richard Armitage      | The Hobbit: The Battle of the Five Armies         |
| 2015      | Adam Driver           | Star Wars: The Force Awakens                      |
| 2016      | John Goodman          | 10 Cloverfield Lane                               |
| 2017      | Patrick Stewart       | Logan                                             |